# Footbonaut
Footbonaut ist ein Trainingsgerät für Fußballer. Es misst 20 mal 20 Meter und ist 5,5 Meter hoch. Innen befindet sich ein 14 mal 14 Meter großes Feld aus Kunstrasen mit darum herum angeordneten Einheiten zur Hereingabe des Balls und Einheiten, in die der Ball zurückgespielt werden soll.

## Anwendung und Funktionsweise
Das Gerät wurde von dem Berliner Christian Güttler entwickelt. 
Mit dem Footbonaut werden sowohl verschiedene Trainingsformen im Einzeltraining als auch Gruppentraining durchgeführt. Unter anderem sollen damit Handlungsschnelligkeit, Passgenauigkeit, Interaktionsgeschwindigkeit und Interaktionsintelligenz trainiert werden und eine Trainingsintensität und Variabilität ermöglicht werden, die auf dem normalen Feld nicht erzielbar wäre.
Der zu trainierende Spieler steht in der Mitte des quadratischen Feldes und erhält ein Licht- und/oder Tonsignal, gefolgt von einem Fußball mit wechselnder Geschwindigkeit, Anflughöhe und Effet. Die Aufgabe des Spielers ist, den Ball anzunehmen und in ein erleuchtetes Zielfeld zu spielen. Auf jeder der 14 m langen Seiten sind übereinander zwei Reihen mit je neun Zielfeldern angeordnet, insgesamt 72. Die Parameter des Balls und das Zielfeld werden von außen in der Regel vom Trainer festgelegt. Auch eine zufällige Auswahl der Parameter ist möglich. 
Unter anderem nutzen Borussia Dortmund, die TSG 1899 Hoffenheim, die Aspire Academy und die Akademie des FK Qairat Almaty den Footbonaut.